# Военен клуб Пловдив
Военният клуб в Пловдив е емблематична многофункционална сграда в центъра на града.

## История
През 1895 г. пловдивските офицери заявят желанието си да имат нов модерен културен клуб. Решението за построяване на нова сграда е взето на заседание на градската управа на 25 март 1898 г. За тази цел е било гласувано място от 818,80 кв. м между градината „Цар Симеон“ и началото на улица „Станционна“ (сегашната „Иван Вазов“). Проектът на сградата е дело на архитект Никола Лазаров, проектирал също Централния военен клуб в София и военните клубове в Шумен и Сливен. Изпълнител на строежа и пряк технически ръководител е архитекта Михаил Ненков.
Пред още неоткрития клуб е построена триумфална арка за посрещането на цар Фердинанд на 27 септември 1908 г. в Пловдив във връзка с тържеството за провъзгласяването на българската независимост.
Официалното откриване на клуба става с офицерски и граждански новогодишен бал на 31 декември 1908 г. В книгата си „Пловдивски архитектурни хроники“ архитект Никола Чинков описва сградата като внушителна със своя извисен обем и архитектурно решение.
На 18 януари 1927 г., голям пожар унищожава многофункционалната зала на клуба. Още същото лято започва нейното възстановяване и до зимата строителството е завършено. На 18 април 1928 г. в 21 часа и 20 минути вечерта е вторият, най-силен и разрушителен трус на Пловдивското земетресение. Клубът е една от най-пострадалите сгради в града. Голямата му зала е срината до основи.
Възстановяването на сградата се финансира от създадената от правителството Дирекция за подпомагане на пострадалите и възстановяване на разрушенията от земетресението през 1928 г. Проектите се изработват от архитектите Стойко Стойков и Борис Градинаров. Новият проект е за по-голяма сграда с повече функционални възможности. Тя става обществено средище за живота на пловдивчани и пловдивското офицерство. Между двете световни войни през 20 век в сградата се провеждат тържества и балове.
През 50-те години на 20 век клубът е бил прекръстен на Дом на народната армия. В началото на 70-те години градските власти в Пловдив обсъждат идеята да съборят сграда на клуба.
В началото на 21 век на няколко пъти се възражда идеята сградата на клуба да се възстанови по оригиналния си проект. 